# Månadsjournalen
Månadsjournalen var en svensk månadstidning utgiven 1980–2002 av Åhlén & Åkerlund som senare bytte namn till Bonnier Månadstidningar, Bonnier Specialtidningsförlag och så småningom Bonnier Tidskrifter. Den tillkom när Vecko-Journalen upphörde 1980.

## Chefredaktörer
- 1980–1991: Birgitta Dahl
- 1991–1996: Stefan Mehr
- 1996–2002: Eva Birmann

## Kända medarbetare
- Britt Edwall
- Göran Hägg
- Ulrika Knutson
- Niklas Rådström
- Nils Petter Sundgren
- Fredrik Strage
- Isabella Lövin